# Túlio de Melo
Túlio de Melo (Montes Claros, 31 gennaio 1985) è un ex calciatore brasiliano, di ruolo attaccante.
Possiede il passaporto francese.

## Carriera

### Inizi
Nel 2003-2004 ha fatto parte della rosa dell'Atletico Mineiro, senza ottenere presenze.
Nella stagione successiva è in prestito ai danesi dell'Aalborg, giocando 19 partite in campionato.
Nel 2005 passa alla squadra francese del Le Mans, con cui colleziona 73 presenze in campionato.

### Palermo
Il suo contratto con il club francese scadeva il 30 giugno 2008, così il giocatore firmò, nel gennaio 2008, un contratto sia per il Palermo che per il Parma: alla fine sembrava che i presidenti delle due società avessero deciso, scongiurando multe e squalifiche, di prelevare il giocatore in comproprietà a parametro zero dal Le Mans e che da luglio 2008 avrebbe giocato nella squadra siciliana, la quale avrebbe ottenuto anche il diritto di riscatto. La società emiliana, invece, in un primo momento, scottata dalle cessioni di Aimo Diana e Marco Pisano (obiettivi gialloblù) al Torino, decise di far saltare tutto, rischiando di lasciare il caso all'arbitrato della FIFA; poi, invece, ha lasciato via libera al Palermo di tesserare l'attaccante per giugno.

### Lille
Dopo aver disputato un buon precampionato e dopo aver esordito col Palermo in Coppa Italia contro il Ravenna sotto la guida di Stefano Colantuono, il giocatore viene ceduto al Lille per 4 milioni di euro; la società rosanero motiva la cessione con un difficile adattamento da parte del giocatore.
Con la squadra francese firma un contratto quadriennale.
Nella stagione 2008-2009 colleziona 8 presenze e 2 reti in campionato, mentre nella stagione 2009-2010 riesce a segnare 9 volte tra campionato (6 centri in 20 partite) ed Europa League (3 realizzazioni in 4 incontri disputati). Nella stagione 2010-2011 vince sia la Coppa di Francia che il campionato. Nella stagione successiva esordisce in Champions League nella trasferta persa per 2-1 contro l'Inter valida per la quarta giornata della fase a gironi: suo il gol del Lille.
Nella stagione 2012-2013 è decisivo nel turno di play-off di Champions League segnando il gol decisivo ai tempi supplementari contro il Copenaghen. Nella stagione 2013-2014 raggiunge quota 100 presenze in campionato con la maglia del Lille nella vittoria casalinga per 1-0 sul Marsiglia, entrando nei minuti di recupero al posto di Salomon Kalou.

### Ultima parte
Il 27 gennaio 2014 viene acquistato dall'Evian, firmando un contratto fino a fine stagione.
Nel 2015 passa alla compagine brasiliana della Chapecoense, in Série A. L'anno successivo rimane in Brasile con lo Sport Recife, tornando già alla Chapecoense nel 2017, subito dopo la "rifondazione" della rosa a seguito della tragedia aerea che colpì la squadra.
La sua ultima squadra è stata l'Avispa Fukuoka, nella seconda serie giapponese.
Rimasto svincolato nel giugno del 2018, si ritira nel maggio dell'anno successivo.

## Statistiche

### Presenze e reti nei club
Statistiche aggiornate al 27 novembre 2018.
| Stagione           | Squadra            | Campionato         | Campionato | Campionato | Coppe nazionali | Coppe nazionali | Coppe nazionali | Coppe continentali | Coppe continentali | Coppe continentali | Altre coppe | Altre coppe | Altre coppe | Totale | Totale |
| Stagione           | Squadra            | Comp               | Pres       | Reti       | Comp            | Pres            | Reti            | Comp               | Pres               | Reti               | Comp        | Pres        | Reti        | Pres   | Reti   |
| ------------------ | ------------------ | ------------------ | ---------- | ---------- | --------------- | --------------- | --------------- | ------------------ | ------------------ | ------------------ | ----------- | ----------- | ----------- | ------ | ------ |
| 2004-2005          | Aalborg            | SL                 | 19         | 6          | CD              | 0               | 0               | CU                 | 3                  | 0                  | -           | -           | -           | 22     | 6      |
| 2005-2006          | Le Mans            | L1                 | 24         | 7          | CF+CdL          | 1+3             | 0+0             | -                  | -                  | -                  | -           | -           | -           | 28     | 7      |
| 2006-2007          | Le Mans            | L1                 | 17         | 2          | CF+CdL          | 0+0             | 0+0             | -                  | -                  | -                  | -           | -           | -           | 17     | 2      |
| 2007-2008          | Le Mans            | L1                 | 31         | 13         | CF+CdL          | 0+4             | 0+2             | -                  | -                  | -                  | -           | -           | -           | 35     | 15     |
| Totale Le Mans     | Totale Le Mans     | Totale Le Mans     | 72         | 22         |                 | 8               | 2               |                    | -                  | -                  |             | -           | -           | 80     | 24     |
| ago. 2008          | Palermo            | A                  | 0          | 0          | CI              | 1               | 0               | -                  | -                  | -                  | -           | -           | -           | 1      | 0      |
| 2008-2009          | Lilla              | L1                 | 8          | 2          | CF+CdL          | 0+1             | 0+0             | -                  | -                  | -                  | -           | -           | -           | 9      | 2      |
| 2009-2010          | Lilla              | L1                 | 20         | 6          | CF+CdL          | 1+2             | 0+2             | UEL                | 4                  | 3                  | -           | -           | -           | 27     | 11     |
| 2010-2011          | Lilla              | L1                 | 29         | 4          | CF+CdL          | 6+1             | 1+0             | UEL                | 6                  | 2                  | -           | -           | -           | 42     | 7      |
| 2011-2012          | Lilla              | L1                 | 16         | 5          | CF+CdL          | 0+1             | 0+0             | UCL                | 2                  | 1                  | -           | -           | -           | 19     | 6      |
| 2012-2013          | Lilla              | L1                 | 23         | 1          | CF+CdL          | 2+1             | 1+0             | UCL                | 6                  | 1                  | -           | -           | -           | 32     | 3      |
| 2013-gen. 2014     | Lilla              | L1                 | 5          | 0          | CF+CdL          | 1+1             | 1+0             | -                  | -                  | -                  | -           | -           | -           | 7      | 1      |
| Totale Lille       | Totale Lille       | Totale Lille       | 99         | 18         |                 | 17              | 5               |                    | 18                 | 7                  |             | -           | -           | 134    | 30     |
| gen.-giu. 2014     | Thonon Évian       | L1                 | 5          | 0          | CF+CdL          | 0+0             | 0+0             | -                  | -                  | -                  | -           | -           | -           | 5      | 0      |
| feb.-giu. 2015     | Real Valladolid    | SD                 | 10+1       | 2+0        | CR              | 0               | 0               | -                  | -                  | -                  | -           | -           | -           | 11     | 2      |
| 2015               | Chapecoense        | A                  | 13         | 5          | CB              | 0               | 0               | CS                 | 4                  | 1                  | -           | -           | -           | 17     | 6      |
| 2016               | Sport Recife       | A1/PE+A            | 10+11      | 3+1        | CB              | 0               | 0               | -                  | -                  | -                  | CdN         | 5           | 3           | 26     | 7      |
| 2017               | Chapecoense        | CC+A               | 16+24      | 5+7        | CB              | 2               | 0               | CL+CS              | 4+2                | 0+1                | PL+RS+CSB   | 2+2+1       | 0+1+0       | 53     | 14     |
| Totale Chapecoense | Totale Chapecoense | Totale Chapecoense | 16+37      | 5+12       |                 | 2               | 0               |                    | 10                 | 2                  |             | 5           | 1           | 70     | 20     |
| 2018               | Avispa Fukuoka     | J2                 | 7          | 0          | CI              | 0               | 0               | -                  | -                  | -                  | -           | -           | -           | 7      | 0      |
| Totale carriera    | Totale carriera    | Totale carriera    | 277        | 69         |                 | 28              | 7               |                    | 31                 | 9                  |             | 10          | 4           | 346    | 89     |

## Palmarès

### Club

#### Competizioni statali
- Campionato Catarinense: 1

Chapecoense: 2017

#### Competizioni nazionali
- Campionato francese: 1

Lilla: 2010-2011
- Coppa di Francia: 1

Lilla: 2010-2011